# Кабаненко Микола Максимович
Микола Максимович Кабаненко (27 квітня (9 травня) 1877, Харків — 1943) — комуністичний діяч в Україні, член та секретар ВУЦВК.

## Життєпис
Працював робітником на Харківських заводах. У революційному русі з 1899. Активний учасник революції 1905—07 в Харкові. В 1912 — член Харківського комітету РСДРП. У 1917 — голова Іванівсько-Лисогірського райкому РСДРП(б) м. Харкова, член Харківської Ради робітничих і солдатських депутатів. У 1920—23 — секретар ВУЦВК, 1923—27 працював у Наркоматі соцзабезпечення і Верховному суді УРСР. З 1927 — в Харкові.